# Abebech Gobena
Abebech Gobena (* 20. Oktober 1935 in Shewa, heute Oromia, Äthiopien; † 4. Juli 2021 in Addis Abeba) war eine Philanthropin und Gründerin des ältesten Waisenhauses Äthiopiens. Sie wurde häufig als „Mutter Teresa Afrikas“ oder „Mother of Many“ bezeichnet.

## Leben
Abebech Gobena wurde im äthiopischen Dorf Shebel in der Region Shewa geboren. Da ihr Vater kurz nach ihrer Geburt im Abessinienkrieg starb, wuchs sie als Waise bei ihren Großeltern auf. Im Alter von etwa zehn Jahren wurde sie zwangsverheiratet. Es gelang ihr jedoch, nach Addis Abeba zu fliehen. Dort erwarb sie eine Grundbildung und arbeitete anschließend in verschiedenen Jobs, zuletzt in der Qualitätskontrolle eines Unternehmens für Kaffee- und Getreideprodukte. Zudem heiratete sie erneut.
In den siebziger und achtziger Jahren litt Äthiopien unter Dürren, Bürgerkrieg und Hungersnöten, die viele Todesopfer forderten. Die gläubige Christin Gobena beschloss in dieser Zeit, zunächst zwei Waisenkinder bei sich aufzunehmen. Im Jahr 1980 befanden sich bereits 21 Kinder in ihrer Obhut, deren Eltern Opfer der Hungersnot geworden waren. Aufgrund des Platzmangels und da die Familie den Einsatz für die Waisenkinder nicht guthieß, verließ sie ihren Mann und kaufte ein Grundstück, auf dem sie ein Waisenhaus mit Schule gründete. In den Anfangsjahren erlebte sie große finanzielle Schwierigkeiten. Um die Kinder ernähren zu können, baute sie verschiedene Kleingewerbe auf. So stellte sie Brot und Getränke zum Verkauf her, betrieb Handel mit verschiedenen Gütern an Straßenständen und erwarb 1990 eine Farm außerhalb der Stadt, die das Waisenhaus seither mit Lebensmitteln versorgt. Für die Kinder und Jugendlichen richtete sie Werkstätten ein, um ihnen handwerkliche Fähigkeiten zu vermitteln. Im Jahr 1986 wurde ihre Organisation von der äthiopischen Regierung offiziell als NGO anerkannt und erhielt später den Namen AGOHELMA.
Inzwischen leben rund 200 Kinder in ihrem Waisenhaus. Die Schule besuchen zudem fast 500 weitere Kinder aus den Armenvierteln der Stadt. Seit den Neunzigern sind weitere Einrichtungen in und außerhalb Addis Abebas hinzugekommen, darunter Schulen, Gesundheitszentren, Ausbildungsstätten, Armenspeisungen und sanitäre Anlagen mit Zugang zu fließendem Wasser. Die Schwerpunkte von AGOHELMA liegen in Kinderfürsorge, Bildung, Gesundheit und Frauenförderung. Mehr als 200 Mitarbeiter sind für die Organisation tätig und jährlich erhalten mehr als 1,5 Millionen Menschen in Äthiopien Unterstützung von AGOHELMA. Die Projekte werden u. a. von der Stiftung Menschen für Menschen und UNICEF unterstützt.
Für ihre Arbeit wurde Abebech Gobena mehrfach ausgezeichnet. Unter anderem erhielt sie im Jahr 2013 die Ehrendoktorwürde der Jimma University.
Abebech Gobena verstarb am 4. Juli 2021 an den Folgen von COVID-19.

## Auszeichnungen
- 2004 Worldaware Award, Open Category[3]
- 2013 Ehrendoktorwürde in Philosophie, Jimma University, Äthiopien[9]
- 2015 EMWA-Award der Ethiopian Midwives Association[11]